# Carles Martí i Feced
Carles Martí i Feced   (Alzira, 25 d'agost de 1901 - Barcelona, 1982) fou un metge i polític valencià establert a Catalunya. Estudià medicina a la Universitat de Barcelona. El 1931 fou elegit regidor republicà a l'Hospitalet de Llobregat i s'afilià a ERC. Durant els fets del sis d'octubre de 1934 fou empresonat pel fet d'haver cercat un refugi per a Manuel Azaña.
En el transcurs de la guerra civil espanyola fou sots-secretari de finances de la Generalitat de Catalunya, i des del 1937 conseller de governació, de finances i de cultura. El 1939 marxà a l'exili a la Catalunya del Nord on fou encarregat pel president Lluís Companys d'ajudar els catalans internats als camps de concentració i als que volien emigrar a Amèrica. El 1941 fou arrestat per ordre de la Gestapo juntament amb Ventura Gassol i Josep Tarradellas, amb qui va fugir a Suïssa el 1942.
En acabar la Segona Guerra Mundial s'apartà de la política i el 1947 s'establí al Marroc, on hi exercí de metge i publicà treballs sobre medicina. El 1977 tornà a Catalunya amb el president Josep Tarradellas, que el nomenà membre de l'Organisme Consultiu de caràcter assessor en el context de les negociacions per al restabliment de la Generalitat provisional.